# 安龙景天
安龙景天（学名：Sedum tsiangii）为景天科景天属的植物，是中国的特有植物。分布在中国大陆的贵州、云南等地，生长于海拔2,700米的地区，见于山坡岩石及且悬崖上，目前尚未由人工引种栽培。

## 异名
- Sedum tsiangii Froed. var. torquatum (Froed.) K. T. Fu